# Jair Céspedes
Jair Edson Céspedes (Arequipa, 1984. március 22. –) perui labdarúgó, a Juan Aurich hátvédje.